# スティーブ・テイラー
スティーブ・テイラー（Steve Taylor、1986年1月25日 - ）は、イングランドのプロレスラー。ウェスト・ヨークシャーリーズ出身。

## 来歴

### キャリア初期
2002年5月、地元であるリーズにてジェフ・ケイが主宰するレスリングスクールにてトレーニングを開始し、2003年1月24日、本名であるスティーブ・テイラー（Steve Taylor）名義でプロレスラーデビューを飾る。デビュー後、テイラー・フェニックス（Taylor Phoenix）のリングネームでリバプールを拠点とするASW（All Star Wrestling）、ウェスト・サセックスを拠点とするPWF（Premier Promotions）などの団体に参戦。
2005年11月25日、WWEのイングランドヨークシャー公演にて地元レスラーとして招待され、RAWの前座番組であるHEATに出場。カリートと対戦して一方的に攻められるが髪を掴んでからクローズラインを連打するアピールを見せ、最後はスウィンギング・ネックブリーカーを決められ敗戦した。同月26日にはSmackDown!の前座番組であるVelocityにてサイモン・ディーンと対戦。サイモンの紹介するサイモンシステムのサプリメントを使用するか尋ねられ拒否したところ襲撃を受け試合を開始。終盤には打点の高いドロップキックとロープの反動を生かしたフライング・クローズラインを決めて歓声を浴びるが最後にサイモナイザーを喰らい敗戦した。

### WWE

#### FCW
2007年9月、クリス・グレイ、シェイマス・オショネシー、ドリュー・ギャロウェイ、ヘイド・ヴァンセンといったヨーロッパのレスラー達と共にWWEとディベロップメント契約を交わし入団。傘下団体であるFCWにてトミー・テイラー（Tommy Taylor）のリングネームでトレーニングを開始し、10月よりクリス・グレイと英国出身タッグチームであるブリティッシュ・ライオンズ（The British Lions）を結成。
2008年2月19日、初代FCWフロリダタッグ王者チーム決定トーナメントに出場して1回戦でシェイマス & カフーと対戦するが敗退した。4月22日、WWEから解雇となった。

### インディー団体
WWE解雇後、フロリダ州を拠点とするインディー団体を中心に活動するようになり2008年8月23日、FIP（Full Impact Pro）のHeatstroke 2008にてグレイとのブリティッシュ・ライオンズで初参戦。ヒールユニットであるハートブレイク・エンタープライズ（ダミアン・ウェイン & レックス・スターリング）と対戦するが最後にグレイがレフェリーの目を盗んでブラスナックルを装着したハートブレイク・エンタープライズのセコンドであるフィル・デービスから殴打され轟沈し敗戦した。10月11日、FIP Impact of Honor IIにてハートブレイク・エンタープライズとリベンジマッチを行い勝利した。
2009年2月7日、ROHのProving Ground 2009に参戦。オールナイト・エクスプレス（ケニー・キング & レット・タイタス）と対戦して最後にドゥームズデイ・デバイスを決められ敗戦した。3月よりNWA加盟団体のPWF（Pro Wrestling Fusion）に参戦。ナイジェル・マッギネス、プリンス・イヤウケア、ショーン・オズボーンと対戦した。5月30日、ノースカロライナ州を拠点とするNWAシャーロットにて1Dayタッグトーナメントであるクイーンシティ・タッグチームクラシック2009に出場。2回戦でTNAで活躍したナチュラルズ（アンディ・ダグラス & チェイス・スティーブンス）と対戦するが敗退した。10月3日、FIP Fallout 2009にてFIPタッグ王座を保持するロデリック・ストロング & エリック・スティーブンスに挑戦。終盤まで劣勢の状況が続いた中で突如スティーブンスがストロングを裏切りクローズラインからドクターボムへと決め、そのままフォールをするよう促され勝利してベルトを奪取した。
2010年3月6日、PWF Basebrawl 2010にて新日本プロレスからTNAに武者修行で渡米していた岡田かずちかと対戦。終始攻めて最後はスープレックスの体勢に入ったところを切り返されると丸め込まれ敗戦した。4月よりザ・シークとNWAフロリダヘビー級王座を巡り抗争を展開。5月15日、PWF Vamanos Bang! Bang! 2にてファーストブラッドマッチ、ドッグカラーマッチ、フォールズカウントエニウェアマッチの3本勝負による3ステージ・オフ・ヘルによる王座戦を行いファーストブラッドマッチとフォールズカウントエニウェアマッチを制してベルトを奪取した。
2012年6月、EVOLVEにて行われたスタイルバトルトーナメントに出場するがジョン・デービス、ボビー・フィッシュ、ARフォックスと対戦するがいずれも敗戦して勝ち点-3という結果で予選落ちとなった。同年にはVW（Vintage Wrestling）やNWA加盟団体であるFUW（Florida Underground Wrestling）、BELIEVEなどのフロリダ州の団体に参戦。
2013年3月15日、FIP Establish Dominance 2013にて2012年にZERO1の天下一Jr.で外国人レスラー初の優勝を飾ったジョナサン・グリシャムと対戦して勝利した。同月、アンドレアス・ロッシと元WWE所属のケネス・キャメロンと英国出身ユニットであるルール・ブリタニア（Rule Britannia）を結成。同月30日のFUW Throwdownではロッシと組んでFUWタッグ王座を保持するダミアン・アンヘル & エディ・トーラスに挑戦して勝利し、ベルトを奪取した。6月2日、EVOLVE 22にてアンソニー・ニースと対戦するが最後に450°スプラッシュを決められ敗戦した。10月23日、WWE・NXTに参戦。ケーシー・マリオンと組んでジ・アセンション（コナー・オブライエン & リック・ビクター）と対戦するがマリオンが一方的にやられてしまい、最後はフォール・オブ・マンを決められ敗戦した。
2015年4月25日、BELIEVE 99にてガブリエル・ブラックと対戦し、最後にジャーマンスープレックスを決めて勝利した。7月25日、BELIEVE 104にてCJオドイルと対戦してジャーマンスープレックスを決めて勝利した。

## 得意技
- トミー・ガン

フィニッシャー。相手をファイヤーマンズキャリーに抱え上げ、相手の脚を振ってダイヤモンド・カッターに移行する。
マーク・メロのTKOと同型技。
- ラスカルロール

ローリング・ファイヤーマンズキャリースラム
- ジャーマンスープレックス
- ダイビング・クロスボディ
- モンキーフリップ

## 獲得タイトル
FIP
- FIPタッグ王座 : 1回

w / クリス・グレイ
FUW
- NWA FUWタッグ王座 : 1回

w / アンドレアス・ロッシ
NWAフロリダ
- NWAフロリダヘビー級王座 : 1回
- NWAフロリダタッグ王座 : 1回

w / アンドレアス・ロッシ
UCW（Ultimate Championship Wrestling）
- UCWタッグ王座 : 1回

w / クリス・グレイ
MW（Midlands Wrestling）
- MWタッグ王座 : 1回

w / クリス・グレイ

## 入場曲
- Kasabian - Club Foot